# Pokémon Zensho
Pokémon Zensho (まんが版 ポケットモンスター全書?, Pocket Monsters Zensho) è un manga scritto e disegnato da Satomi Nakamura ambientato nel mondo immaginario dei Pokémon.

## Trama
Basato sui videogiochi Pokémon Rosso e Blu, il manga racconta la storia di Satoshi, un allenatore che riceve come Pokémon iniziale dal Professor Oak un esemplare di Charmander. Satoshi viaggerà attraverso la regione di Kanto fino all'Altopiano Blu, dove sconfiggerà i Superquattro.
Il manga si conclude con la ricerca di Satoshi e Shigeru del Pokémon leggendario Mewtwo all'interno della Grotta Ignota.